# معبر البوكمال الحدودي
معبر البوكمال الحدودي هو أحد المعابر الحدودية الاربعة بين سوريا العراق
معبر البو كمال في مدينة البوكمال السورية في محافظة دير الزور، ويقابله منفذ القائم الحدودي في مدينة القائم العراقية في محافظة الأنبار. ويعد المعبر الرئيسي بين سوريا والعراق .حيث يستقبل المسافرين القادمين والمغادرين بمركباتهم الخاصة أو بوسائط النقل العمومية واستقبال الشاحنات القادمة والمغادرة من خلال فرع الشحن .
في آذار 2013، وقع المعبر تحت سيطرة مقاتلي جبهة النصرة ثم مالبث ان وقع تحت سيطرة تنظيم داعش إلى ان استعاد الجيش السوري وحلفاءه السيطرة بالكامل على مدينة ومعبر البوكمال في صيف 2017 .